# Mamutovina

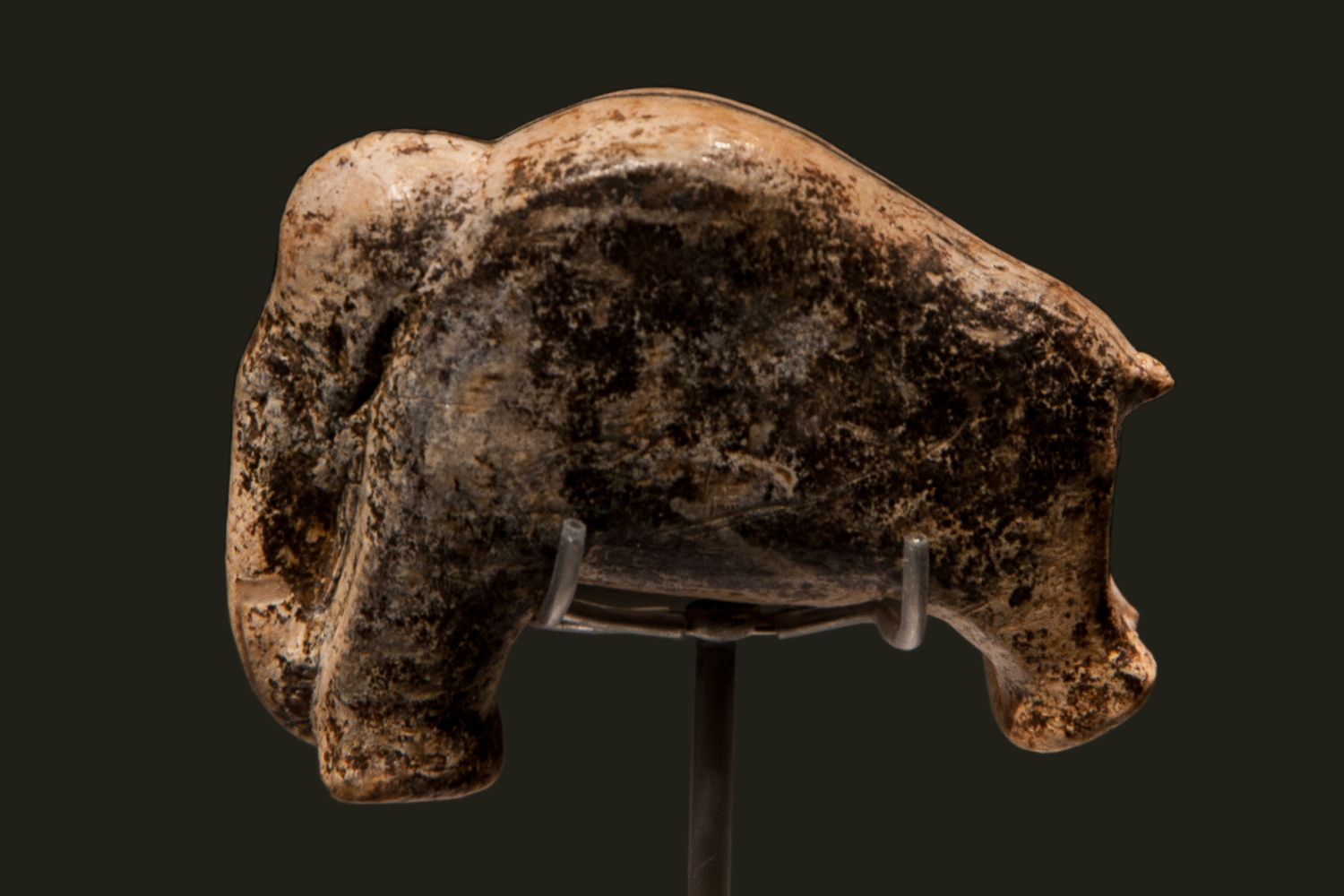
Soška mamuta z mamutoviny

Mamutovina je surovina získávaná z mamutích klů (mamutí slonovina). Byla užívaná v mladším paleolitu pro výrobu ozdob, zbraní a drobnějších uměleckých výrobků, v moderní době slouží především jako užitný či ozdobný materiál k výrobě uměleckých předmětů; těžba probíhá především na Sibiři. Větší kusy mamutoviny lze analyzovat pomocí petrografických výbrusů a lze z nich určit věk mamuta. Celé kly nebo vetší artefakty lze studovat pomocí počítačové tomografie (CT).